# Gerry Conway (escritor)
Gerard F. "Gerry" Conway (10 de setembro de 1952) é um escritor de histórias em quadrinhos e programas de televisão estadunidense. Ele é mais conhecido como o co-criador do anti-herói da Marvel Comics chamado Justiceiro (com o artista Ross Andru) e como o autor da história sobre a morte de Gwen Stacy, além de várias outras aventuras do super-herói Homem-Aranha. Trabalhando na DC Comics ele criou o super-herói Nuclear, juntamente com o artista Al Milgrom, as super-heroinas Poderosa e Cigana e foi co-criador do super-heroi Vibro. Ele também escreveu o roteiro do primeiro crossover da Marvel com a DC Comics, o célebre  encontro inicial entre Superman e Homem-Aranha. 

## Biografia

### Início da Carreira
Nascido em Nova Iorque, Gerry Conway publicou seu primeiro trabalho profissional, uma história de horror de 6 páginas e meia chamada "Aaron Philips' Photo Finish" para a revista da DC Comics' House of Secrets #81 (setembro de 1969). Conway afirmou que já havia escrito uma história publicada dez meses antes na revista da DC Tales of the Unexpected, mas sem créditos. Ele continuou vendendo histórias independentes tanto para a DC como também para a Marvel até o final de 1970. 
Apesar desse trabalho, Conway queria realmente escrever aventuras de super-heróis da Marvel Comics. Com a ajuda de amigos, ele entrou em contato com Roy Thomas, que lhe ofereceu como teste um argumento para desenvolver. Roy gostou do resultado e deu-lhe novos trabalhos, inclusive uma aventura com o herói Ka-zar, que foi publicada na revista Astonishing Tales #3 (dezembro de 1970). Depois disso Conway escreveu uma história do Demolidor (revista Daredevil #72, janeiro de 1971). Rapidamente ele passou por vários heróis da casa: Homem de Ferro, Hulk. Ele também escreveu as aventuras dos "Inumanos" e da "Viúva Negra" que estrelavam a revista Amazing Adventures. Conway criou juntamente com Roy Thomas & Dann Thomas e o desenhista Mike Ploog a versão Marvel para o personagem Lobisomem, na revista Marvel Spotlight #2 (fevereiro de 1972); e foi o autor da primeira aventura da revista The Tomb of Dracula, introduzindo o Conde Drácula e a literatura sobre vampiros no Universo Marvel. Roteirizou a história do Homem-Coisa, em 1971, personagem que co-criou, juntamente com Stan Lee e Roy Thomas.

### Superman e Homem-Aranha
Com 19 anos Conway começou a escrever The Amazing Spider-Man, a principal revista do Homem-Aranha e um dos títulos mais populares da Marvel Comics. Seu trabalho durou do número 111 até o número 149 (agosto de 1972 - Outubro de 1975), incluindo o controverso e clássico roteiro da história "The Night Gwen Stacy Died" (A noite em que Gwen Stacy morreu), publicada na revista de número 121 (junho de 1973). Oito números depois, Conway e Andru apresentaram o Justiceiro (The Punisher), como um antagonista do Homem-Aranha. O personagem se tornaria muito popular na década seguinte, ganhando as suas próprias revistas e sendo adaptado para dois filmes. Conway escreveu ainda aventuras de outra estrela da Marvel, o Quarteto Fantástico: dos números 133 até 152 da revista "Fantastic Four" (abril de 1973 - novembro de 1974).
Conway sucedeu Marv Wolfman como editor-chefe da Marvel Comics em meados de 1976, mas durou pouco no cargo, entrando Archie Goodwin no seu lugar.
Conway havia retornado para a DC Comics por volta de 1975, começando com três títulos em Novembro de 1975: Hercules Unbound #1, Kong the Untamed #3, e Swamp Thing #19. Devido a esse fato, ele foi escolhido pelas duas editoras para roteirizar o histórico crossover Superman vs. the Amazing Spider-Man #1, com 96 páginas em formato tabloide.
Ele continuou escrevendo para a DC, com títulos que incluiam Superman, Detective Comics (revista do Batman), Metal Men (Homens Metálicos), Liga da Justiça, até que aceitou o cargo de editor-chefe da Marvel Comics. 
Depois de deixar o cargo na Marvel, ele voltou a escrever para a DC, desta vez de forma exclusiva. Ele foi autor de aventuras dos clássicos Superman, Batman, Mulher Maravilha e a Legião dos Super-Heróis, mas também novas séries como Weird Western Tales, Atari e Sun Devils. Esse trabalho durou até 1986. Sua famosa criação Nuclear foi publicada pela primeira vez na revista Firestorm #1 (março de 1978), que durou cinco edições até que a editora a cancelasse depois de uma crise empresarial. Nuclear retornaria em outra série, na revista The Fury of Firestorm (depois Firestorm the Nuclear Man), que foi publicada de junho de 1982 até agosto de 1990; Conway escreveu a maior parte da primeira metade das aventuras, além de quatro dos cinco "Anuais".  
Conway retornou para a Marvel nos anos de 1980 e foi o escritor regular das revistas do Homem-Aranha The Spectacular Spider-Man e Web of Spider-Man, de 1988 até 1990. Nessa época ele iniciou seu trabalho na TV, escrevendo Father Dowling Mysteries.

### Livros, tiras e roteiros
Conway publicou as novelas de ficção científica The Midnight Dancers (Ace, 1971, ISBN 0-441-52975-5) e Mindship (DAW, 1974, ISBN 0-87997-095-2). Durante 14 de fevereiro até 3 de dezembro de 1983 ele foi o autor das tiras da Star Trek, baseada na série de TV dos anos 1960.
Nos anos de 1980, Conway escreveu a animação Fire and Ice (1983), juntamente com Roy Thomas, baseado em personagens criados por Ralph Bakshi e Frank Frazetta. Conway e Thomas foram os autores do argumento que depois foi roteirizado por Stanley Mann para o filme Conan the Destroyer (1984).
Outras séries de TV que Conway foi autor de roteiros: Diagnosis Murder, Matlock, Jake and the Fatman, Father Dowling Mysteries, Hercules: The Legendary Journeys, Baywatch Nights, Pacific Blue, Silk Stalkings, Perry Mason(telefilme) , Law & Order, The Huntress, Law & Order: Criminal Intent e um episódio de Batman: The Animated Series.

## Vida pessoal
Gerry Conway é de ascendência irlandesa. Em 1992, Conway casou-se com Karen Britten, uma psicóloga que atua em casos de crianças autistas. Eles tiveram uma filha, Rachel Conway (nascida em 1995). Desde 2006 eles residem em San Fernando Valley, próximo a Los Angeles, Califórnia. Conway é também o pai de Cara Conway, nascida em 30 de novembro de 1979; sua mãe, Carla Conway, recebeu crédito como autora-assistente em uma aventura na revista Ms. Marvel #1 (janeiro de 1977).